# Nakamura Utaemon II
Nakamura Utaemon II (中村歌右衛門 (2代目), 1752–1798) est un comédien du théâtre kabuki de la lignée de la famille d'acteurs kabuki  originaires de la région de Keihanshin. 

## Biographie
Nakamura Utaemon est un nom de scène.
En 1782, Utaemon I accorde le nom à un de ses élèves favori, plus tard connu sous le nom Mizuki Tōzō ou Nakamura Tōzō. Tōzō s'est déjà produit dans de nombreuses pièces kabuki, dont le rôle de Kamura dans une production de Hinin no Kataakiuchi en 1781.  Dans le monde conservateur du kabuki, les noms de scène se transmettent de père en fils, les transformant ainsi en symbole de réussite.
Utaemon II abandonne son nom en 1790 et se produit dès lors sous le nom Nakamura Tōzō pendant le reste de sa carrière. Le fils naturel de Nakamura Utaemon I sera Utaemon III dans la lignée de l'acteur anciennement connu sous le nom Utaemon II.

## Liste des acteurs portant le nom Nakamura Utaemon
- Nakamura Utaemon I (1714–1791) [4]
- Nakamura Utaemon II (1752-1798) [2]
- Nakamura Utaemon III (1778–1838) [1]
- Nakamura Utaemon IV (1798–1852) [1]
- Nakamura Utaemon V (1865–1940) [1]
- Nakamura Utaemon VI (1917–2001) [5].

## Source de la traduction
- (en) Cet article est partiellement ou en totalité issu de l’article de Wikipédia en anglais intitulé « Nakamura Utaemon II » (voir la liste des auteurs).